# 美國參議院舊議事廳

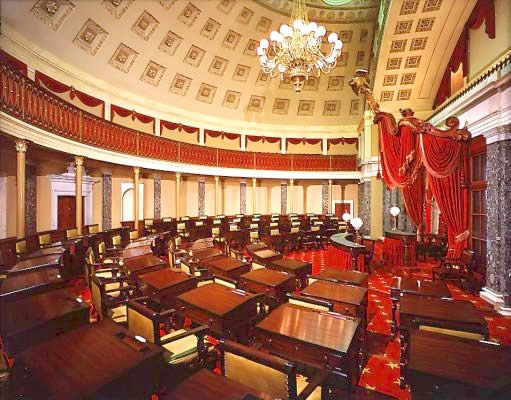
復原後的美國參議院舊議事廳

美國參議院舊議事廳(英文：Old Senate Chamber)是美國國會大廈內一間大廳，在1810年至1859年期間當作美國參議院立法用的會議廳，1860年至1935年轉為美國最高法院的會議廳。其風格採新古典主義設計，裝飾精美。1976年，為慶祝美國建國二百周年，該廳恢復到1850年代的舊觀，成為參議院的博物館。

## 設計與傢俱擺設
舊議事廳為半圓形的兩層廳，具半圓頂天花板，位於國會大廈的圓形大廳以北，即國會大廈北翼（參議院一側），的二樓，寬50英尺（15），長75英尺（23）。
該大廳可由兩條訪客用廊道俯瞰。東廊道“由八根採自波托馬克河沿岸的愛奧尼柱式七彩大理石柱撐起來”，靈感來自雅典衛城的Erechtheum。廊道正上方懸掛著林布蘭·皮爾繪於1823年的喬治·華盛頓“舷窗肖像”。該肖像購置於1832年華盛頓誕辰一百周年，其後展於室內。
另條廊道是女士廊道，沿著彎曲的西牆蜿蜒，也長得多。廊道以12根鋼柱支撐，“裹以鑄鐵狀的科林斯式柱頭，以擬之於本來的鑄鐵柱”。廊道有一個「沿著外廊輪廓的陽臺，圍以背飾深紅色織物的熟鐵欄杆，突顯出金屬加工的裝飾性。」
大廳中央的主席臺上有張弧形的桌子，帶著“四面都雕飾華麗的桌腿，和深紅色的遮板”，是參議院議長（即美國副總統）的辦公桌。背後吊於桃花心木架的深紅色織物自頂上的天篷懸垂而下，位於鍍金的白頭海鵰和盾牌雕飾下方。在副總統辦公桌正前方低一層的是“一張形似但更大的辦公桌”，參議院秘書長和參議院書記都曾使用過這張桌子。
隔在大廳和前廳之間的玻璃屏風，讓參議員們待在可聽聞裡面的範圍內就能略微放鬆。屏風後面的東牆上還有兩個壁爐架，是廳內還能留到今天的的原件之一。大廳南北兩端的另兩個壁爐架則是複製品。當年在被改建為供美國最高法院使用時，原來的壁爐架被曾被代之以壁爐。
參議員的桌椅則自主席臺向外輻射而出，為數64，這是參議院搬到現址時的席次數。各桌椅列於四個半圓形的坡臺上。原有的傢俱在參議院於1859年搬到現址時也被一併帶走了。當年的許多書桌一直用到現在，包括丹尼爾·韋伯斯特和傑佛遜·戴維斯用過的書桌。現今放在本廳中的桌椅則是紐約市櫥櫃製造商Thomas Constantine於1819年左右設計的仿品。傢俱為桃花心木製，同於原件。
最後一排桌子後面是一堵低矮的鑲板牆，將議事廳的中心區域與訪客區（即兩條訪客廊道以外的第三條訪客廊道）隔開。該區有帶軟墊的紅沙發最初是“保留給參議員特邀入議事廳的貴賓”。正門的兩側則是放燃煤或燃木爐的壁龕。現用的是仿品。
裝飾主席臺的深紅色搭金色配色法也見於廳內他處，如訪客廊道中“用鍍金星星釘住的深紅帷幔”；深紅窗簾；以及議事廳由陸地棉與初剪羊毛混紡成的地毯，帶“紅底金星圖案”。
房間的圓拱頂鬃成白色。國會大廈建築師將之描述為「飾以飾條的格狀天花板」。天花板的中央有個半圓形天窗，圍著五個較小的圓形天窗。最初本是以天窗讓太陽光流入廳內，今天則以人工照明。另輔以費城Cornelius and Company製造的大型黃銅枝形吊燈。現在副總統辦公桌上方吊著的是仿品。

## 用於參議院與最高法院
國會大廈建築師班傑明·亨利·拉特羅布將北翼原來的參議院議事廳分為兩廂，一二樓各一。議事廳於1810年完工。底層的廂房——被稱為最高法院舊廂——於1810年用於最高法院。

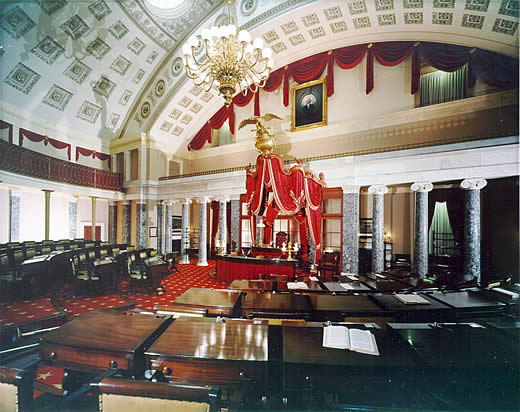
自西南方望過去的議事區

1810年，最高法院搬進下層廂房，參議院搬進二樓的議事廳。在接下來的49年裡，參議院一直使用該廳直到1859年北翼擴建完畢後才遷到現在的議事廳。在最鼎盛時期曾有64名參議員在參議院開會。1860年，參議院搬進現址後，最高法院就上移到樓上的參議院議事廳，直到1935年美國最高法院大樓竣工為止。

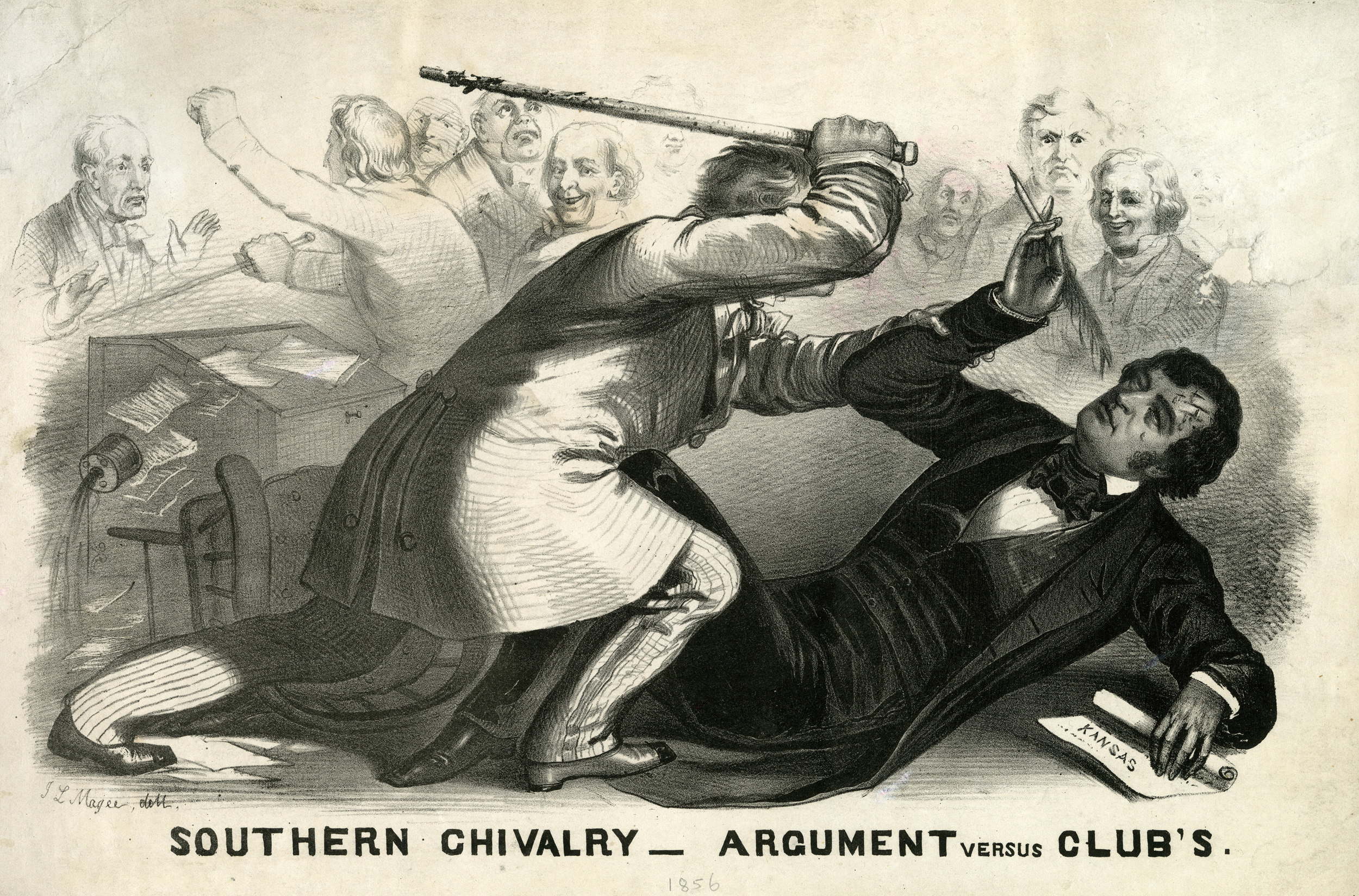
布魯克斯杖擊索姆奈的著名政治漫畫。J.L. Magee的創作。

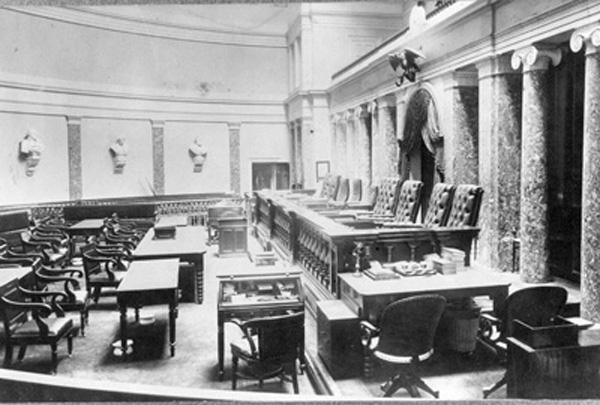
參議院舊議事廳於1860年至1935年間歸最高法院使用。

議事廳裡發生過許多著名的事件。包括1820年通過密蘇里妥協案、1830年的韋伯斯特-黑恩辯論、及事關1850年妥協案的大三巨頭辯論。1856年，眾議員普雷斯頓·斯密·布魯克斯持拐杖在參議院將參議員查爾斯·索姆奈打個半死。事情發生在索姆奈演說三天後。他是名尖刻的廢奴主義者，在一次演講對支持奴隸制的政客罵街，波及布魯克斯的親戚安德魯·巴特勒參議員。布魯克斯因出於榮譽而杖擊索姆奈至重傷，索姆奈之後缺席參議院近三年以待康復。
在1858年一次著名的交鋒中，南卡羅來納州參議員詹姆斯·亨利·哈蒙德發表演說以推廣其泥底理論，表示奴隸制的合理性在於文明需要一個永久性的下層階級為基礎。自由民主黨籍參議員大衛·寇布瑞斯·布羅德里克對此針鋒相對地指出，他自己就是從「泥底」階層堀起至參議院的；而他的父親身為一名愛爾蘭移民，曾於建築該廳時進行石作：
若我傾向於去忘記我和他們的聯繫，或否認我出自於他們，那麼此廳也非我能行事之地。當我坐上座位時，只能看著裝飾美麗柱頭的壁柱撐住這個屋頂，想著家父的才能並瞧著他的手藝。
本廳作為會議廳使用直至1976年，並不定期的作為美國國會委員會聽證用。也在1940年、1949年、和1950年整修現今美國參議院議場整修期間充作臨時會議廳。

## 整修
美國建國二百周年紀念決定整修本廳以回復到美國內戰前時期的舊觀。目前除位於參議院議長（美國副總統）椅子上方的白頭海鵰鍍金裝飾是原件外，大部分配上的都是複製品。三樓廊道的鵰飾上方是林布蘭·皮爾的喬治·華盛頓肖像原件。
在2001年9月11日發生九一一襲擊事件後，本廳出於安全考慮閉門謝客近兩年。旅行團只能由今參議院議場和當時的參議院多數黨領袖比爾·弗利斯特辦公室附近穿過。之後才在採取更嚴格的安全措施後重新開放。現在會有兩名美國國會警察在廳外看著遊客，並只在參議院不開會時（通常是週一上午和週五下午）才允許外人“魚貫穿行該廳”。

## 現今使用

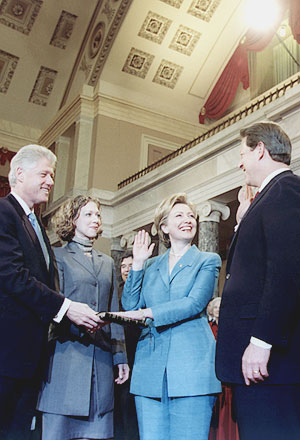
2001年1月，希拉蕊·克林頓於參議院舊議事廳戲仿宣誓就職儀式

如今，本廳偶用於儀式性活動，或參議員等政要之間的特別會議，及演講。例如2002年9月華特·孟岱爾本舊議事廳演講；傑西·亞歷山大·赫爾姆斯於2000年3月在此會晤來訪的聯合國安理會成員；及前參議院多數黨領袖邁克·曼斯斐於1998年3月在此對一眾參議員及佳賓演講。
媒體多在本廳拍攝仿參議員的就職宣誓照片。參議員通常是在現用的參議院議場中宣誓就職，該處不允許攝影。然而，由補選出線的拜倫·多甘就是1992年於本舊議事廳內宣誓就職為參議員的。
該廳罕用於官式目的。例外狀況是需要展現出合議的氣氛時。參議院即在1999年1月8日上午於此舉行會議，審議彈劾柯林頓總統的審判規則。由Phil Gramm和泰德·甘迺迪協調而出的審判程序以100比0獲得通過。2007年，新當選的參議院多數黨領袖哈利·瑞德在眾議院召開一次兩黨會議，即所謂的“個人性團結時刻”。2013年，參議院在本舊議事廳舉行會議，討論修改參議院的冗長辯論規則。2023年9月，在俄羅斯入侵烏克蘭打得如火如荼時，參議員在本廳會見了烏克蘭總統弗拉基米爾·澤倫斯基。

## 備註
1. 1 2 3 4 5 6 7 8 9 10 11 12 13 14 15 16 17 18 19 20  "The Old Senate Chamber." Architect of the Capitol.
2. ↑  Forney, John W. . Harper & Brothers. 1873: 26.
3. 1 2  Charles Hurt. . The Washington Times. August 25, 2003  [2007-04-30].
4. ↑  Sarasohn, Judy. . The Washington Post. 31 October 2002.
5. ↑  Vita, Matthew. . The Washington Post. 31 March 2000.
6. ↑  Eilperin, Juliet. . The Washington Post. 25 March 1998.
7. ↑  Babington, Charles. . The Washington Post. 4 January 2002.
8. ↑  . The Washington Post. 16 December 1992.
9. ↑  . The Washington Post. 8 January 1999.
10. ↑  Hsu, Spencer S. . The Washington Post. 31 January 1999.
11. ↑  Frank Murkowski. . The Washington Post. February 12, 1999  [2007-04-30].
12. ↑  Dana Milbank. . The Washington Post. January 5, 2007  [2007-04-30].
13. ↑  The Wall Street Journal. "Old Senate Chamber: A Place for Compromise or Combat?" 15 July 2013.
14. ↑  . 20 September 2023.